# Ūkio bankas

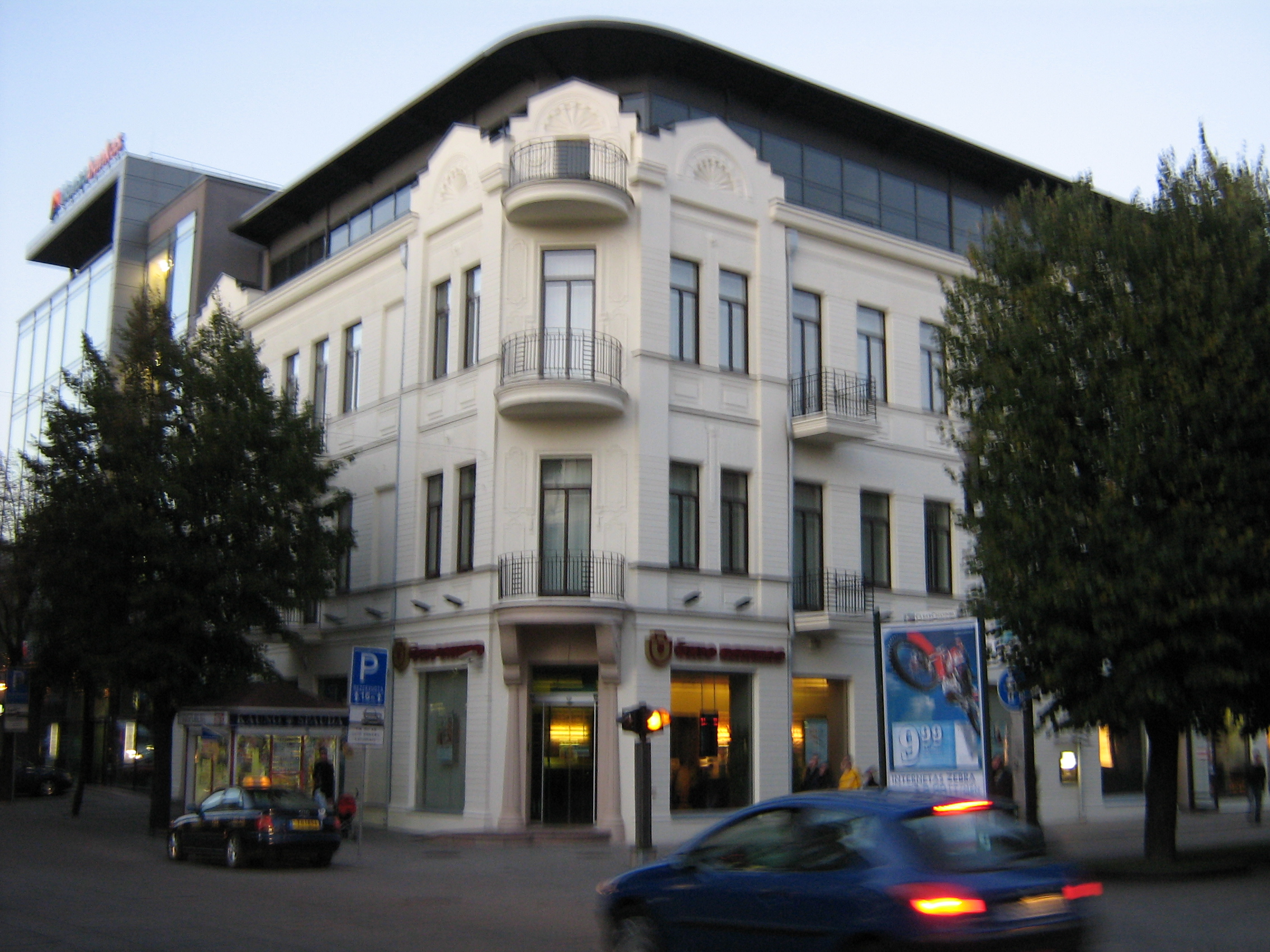
Ūkio bankas

Ūkio bankas (У́кё ба́нкас; рус. Хозяйственный банк; VSE: UKB1L) —  прекративший свою деятельность литовский коммерческий банк, первый частный банк в постсоветской истории Литвы. Банк с литовским капиталом, занимался предоставлением банковских услуг юридическим и физическим лицам. Штаб-квартира располагалась в Каунасе.
Владелец Владимир Романов — литовский бизнесмен русского происхождения, президент и основатель «Ūkio bankas».

## История
Прекращение деятельности
24 января 2013 года Банк Литвы объявил о неплатежеспособности литовской кредитной организации «Национальная кредитная уния» (было признано, что задолженности унии превышают стоимость её имущества) и начинает процедуру по аннулированию лицензии этой кредитной организации.
В начале 2013 года Центробанк ограничил деятельность банка (по сути, повторилась история банка Snoras), официальный повод — по данным Центробанка, с 12 февраля Ūkio bankas не выполняет норматив ликвидности.
12 февраля Генеральная Прокуратура Литвы начала досудебное расследование в связи с возможным хищением имущества в крупных размерах в банке Ūkio bankas.
Главные убытки Ūkio bankas проистекают из кредитов, ассоциированных с главным акционером [Романовым]. Его компании и предприятии получили кредиты примерно на 1,5 млрд лит [380 млн евро]. Некоторые кредиты в России, другие в Боснии, некоторые в Шотландии — мы знаем о спортивных клубах.Витаутас Валвонис, директор Службы надзора Банка Литвы
Были заморожены некоторые счета, в том числе, как сообщается, — и по «списку Магнитского». Возникли вопросы к министерству транспорта и коммуникаций Литвы, снявшего со своего счёта в банке буквально перед началом расследования все свои средства (министр этого министерства ранее работал в системе данного банка, у него там остались связи).
После закрытия банка в нём оказались «заморожены» средства примерно 200 предприятий. Власти Литвы и правление Банка Литвы заверили, что частные вкладчики со своего банковского вклада смогут вернуть свои вклады в размере до 100 тыс. евро (около 345 тыс. литов), застрахованные в обязательном порядке.
Центробанк Литвы принял решение разделить проблемный Ūkio bankas на «хорошую» (который переймёт Šiaulių bankas) и «плохую» части. Теперь, даже в случае отзыва лицензии банка, преемственность деятельности банка обеспечена. Банк Šiaulių bankas перенял[когда?] некоторые активы банка (например, стадион «Жальгирис»).
В 2014 году Россия представила политическое убежище бывшим акционерам банков Snoras и Ūkio bankas — Раймондасу Баранаускасу и Владимиру Романову.
В октябре 2017 года Сейм Литвы принял поправки к Уголовно-процессуальному кодексу, которые позволят привлекать к ответственности финансовых преступников, скрывающихся за границей (досудебное расследование теперь можно проводить заочно в тех случаях, когда подозреваемый наносит большой ущерб и скрывается в зарубежном государстве, злостно избегает участия в уголовном процессе в иностранном государстве, в котором находится, не сотрудничает с Литовским государством).

По результатам расследования журналистов Проекта по расследованию коррупции и организованной преступности (OCCRP), 14 марта 2019 года 22 депутата Европарламента подписали открытое письмо главе Еврокомиссии Жан-Клоду Юнкеру с просьбой помочь в проведении расследования в отношении «Тройки Диалог», Рубена Варданяна и бывшего владельца литовского банка Ukio Владимира Романова.